# Маун (город)
Мау́н, Маунг (англ. Maun) — город в северной части Ботсваны, административный центр Северо-Западного округа. Расположен в дельте реки Окаванго. Входит в состав субокруга Дельта. Население по данным на 2012 год составляет 57 067 человек; по данным переписи 2011 года оно насчитывало 55 784 человека.
Сегодня Маун является туристической столицей Ботсваны, отправной точкой для сафари и обзорных полётов в район дельты Окаванго. Имеется аэропорт, который расположен в 5 км от центра города. Маун был основан в 1915 году людьми народа батавана. Маун характеризуется сухим тропическим климатом; годовая норма осадков составляет около 465 мм.

## Климат
| Показатель                    | Янв.  | Фев. | Март | Апр. | Май  | Июнь | Июль | Авг. | Сен. | Окт. | Нояб. | Дек. | Год   |
| ----------------------------- | ----- | ---- | ---- | ---- | ---- | ---- | ---- | ---- | ---- | ---- | ----- | ---- | ----- |
| Средний суточный максимум, °C | 32,2  | 32,1 | 31,9 | 30,7 | 28,4 | 25,7 | 25,6 | 28,8 | 32,8 | 34,5 | 34,0  | 32,9 | 30,8  |
| Средний суточный минимум, °C  | 19,8  | 19,6 | 18,7 | 15,9 | 11,0 | 7,7  | 7,5  | 10,3 | 15,3 | 19,1 | 19,8  | 19,9 | 15,4  |
| Норма осадков, мм             | 109,4 | 97,0 | 67,0 | 24,5 | 4,9  | 0,7  | 0,1  | 0,4  | 3,0  | 15,8 | 47,0  | 78,8 | 448,6 |